# Лопатино (река)
Лопатино (устар. Лашма) — река в России, протекает по Ковылкинскому району Республики Мордовия. Левый приток Мокши. Длина реки составляет 17 км, площадь водосборного бассейна — 90,1 км².
Река берёт начало юго-восточнее остановочного пункта Ламша. Течёт на северо-восток через населённые пункты Русская Лашма, Ковылкино и Курнино. Устье реки находится в 420 км от устья Мокши.
Крупнейший левый приток — река Грачевник.

## Данные водного реестра
По данным государственного водного реестра России относится к Окскому бассейновому округу, водохозяйственный участок реки — Мокша от истока до водомерного поста города Темников, речной подбассейн реки — Мокша. Речной бассейн реки — Ока.
Код объекта в государственном водном реестре — 09010200112110000027537.